# Setipinna
Setipinna – rodzaj ryb promieniopłetwych z podrodziny Coiliinae w obrębie rodziny sardelowatych (Engraulidae).

## Rozmieszczenie geograficzne
Do rodzaju należą gatunki występujące w wodach Oceanu Indyjskiego i zachodniego Oceanu Spokojnego; również w słodkich wodach Azji Południowej.

## Morfologia
Długość ciała do 33 cm; masa ciała (największa opublikowana) 44,25 g. 

## Systematyka
Rodzaj zdefiniował w 1839 roku angielski zoolog William Swainson w publikacji własnego autorstwa zatytułowanej „Historia naturalna ryb, płazów i gadów, czyli zwierząt jednokomorówych”. Gatunkiem typowym jest (późniejsze oznaczenie) S. phasa.

### Etymologia
- Setipinna (Setifinna): łac. saeta lub seta ‘sierść, włos’; pinna ‘płetwa’[9].
- Telara: indyjska nazwa „telara” używana na określenie tej ryby przez mieszkańców Dinadźpur[10]. Gatunek typowy (absolutna tautonimia): Clupea telara Hamilton, 1822 (= Clupea phasa Hamilton, 1822).
- Heterothrissa: gr. ἑτερος heteros ‘różny, inny’[11];  θρισσα thrissa ‘gatunek ryby’[12]. Gatunek typowy (oznaczenie monotypowe): Engraulis breviceps Cantor, 1849.
- Pseudosetipinna: gr. ψευδος pseudos ‘fałszywy’[13]; rodzaj Setipinna Swainson, 1839. Gatunek typowy (oryginalne oznaczenie (również monotypowe)): Pseudosetipinna haizhouensis Peng & Zhao, 1988 (= Engraulis tenuifilis Valenciennes, 1848).

### Podział systematyczny
Do rodzaju należą następujące gatunki:
- Setipinna breviceps (Cantor, 1849)
- Setipinna brevifilis (Valenciennes, 1848)
- Setipinna melanochir (Bleeker, 1849)
- Setipinna paxtoni Wongratana, 1987
- Setipinna phasa (Hamilton, 1822)
- Setipinna taty (Valenciennes, 1848) – stypinka[14]
- Setipinna tenuifilis (Valenciennes, 1848)
- Setipinna tenuifilis (Valenciennes, 1848)
- Setipinna wheeleri Wongratana, 1983